# 趙景子
趙成（？—？），又稱趙景叔、趙景子，春秋時期晉國大夫。大夫趙武之子。
景叔之時，齊國派遣晏嬰出使晉國，晏嬰與晉楊譽交談。晏嬰說：「齊國之國政最後歸於田氏。」楊譽說：「晉國之國政最後將歸於六卿。六卿行為過份，而晉國國君卻不知憂慮。」
子產到晉國時，景叔問他:「伯有猶能為鬼乎?」子產答道:「能。人生始化曰魄，既生魄，陽曰魂。用物精多，則魂魄強，是以有精爽，至於神明。匹夫匹婦強死，其魂魄猶能憑依於人，以為淫厲。況良霄，我先君穆公之冑，子良之孫，子耳之子，敝邑之卿．從政三世矣。鄭雖無腆，抑諺曰，蕞爾國，而三世執其政柄，其用物也弘矣．其取精也多矣，其族又大，所馮厚矣。而強死．能為鬼。不亦宜乎?」
趙景叔卒，生子趙鞅，是為簡子。